# 函館市立大森浜小学校
函館市立大森浜小学校（はこだてしりつ おおもりはましょうがっこう）は、北海道函館市に開校した公立小学校。

## 概要
- 本校は、金堀・高盛・千代ケ岱の3小学校を統合して開校した。
- 校舎は、金堀小学校校舎を継続使用する。
- 2019年度（開校時点）の児童数は、466名[1]。

### 校名
地域や保護者、子ども達の意見をもとに「大森浜」「高堀岱」「はまなす」「日の出」の4つに絞りこみ、同市教育委員会に提出して決定された。同委員会の会議では「啄木小公園を中心として， 校区沿いに伸びる海岸一帯は『大森浜』と呼ばれ、函館市民に親しみを持たれていることや、地理的な位置関係が容易にイメージできるため」等の意見が出され、それらをもとに「大森浜」と決定した。

## 沿革
- 2017年（平成29年）7月26日 - 金堀小学校・高盛小学校・千代ケ岱小学校統合準備委員会発足[3]。
- 2018年（平成30年）9月10日 - 平成30年第3回函館市議会定例会にて、統合小学校の校名を大森浜小学校とする事を決定する[3]。
- 2019年（平成31年・令和元年）
  - 4月1日 - 開校[3]。
  - 4月8日 - 第1回入学式挙行[4]。
  - 5月9日 - 開校式挙行[5]。
- 2020年（令和2年）3月18日 - 第1回卒業式挙行[6]。

## 周辺
- 社会福祉法人函館カトリック社会福祉協会認定こども園うみの星保育園 - 進級前保育園のひとつ
- 函館おしま病院
- 道南自動車学校
- 函館少年刑務所
- 函館競輪場
- 函館市企業局上下水道部南部下水終末処理場
- 函館市立巴中学校

## アクセス
- 函館バス84系統
  - 「的場町団地前」バス停下車後、
    - 徒歩約170m・約3分（裏門）。
    - 徒歩約630m・約9分（正門）。

  - 「うみの星保育園前」バス停下車後、徒歩約610m・徒歩約8分（正門）。
- 函館市電昭和橋電停下車後、徒歩約1.7km・約26分。
- 函館空港から、車で約6.6km・約14分。